# Пацюков, Виталий Владимирович
Вита́лий Влади́мирович Пацюков (2 апреля 1939, Москва — 25 октября 2021, там же) — советский и российский искусствовед, куратор, автор теоретических исследований в области современного искусства, член-корреспондент РАХ (2012). Сфера художественных и исследовательских интересов — визуальное искусство, рассматриваемое в контексте других видов искусства и в сопряжении с научными, языковыми и социальными практиками, а также проблемы взаимоотношений классического авангарда и современных актуальных художественных стратегий.

## Биография
Родился 2 апреля 1939 года в Москве.
В 1964 году окончил Московский авиационный институт и Московский технологический институт легкой промышленности по специальности «художественное проектирование».
C 1965 по 1970 год — ведущий обозреватель культурных событий на радиостанции «Юность».
С 1971 по 1974 — директор передвижных выставок Художественного Фонда РСФСР
С 1979 по 1986 публикует статьи в журнале русской неофициальной культуры «А-Я».
С 1975 по 1990 год возглавлял отдел изобразительного искусства в Доме народного творчества.
С 1986 по 1991 год — организатор и куратор выставок альтернативного искусства в галерее «На Каширке» : «Фольклор и авангард», «Художник и современность», «Искусство геометрии», «Праздничная культура», «Художник и модель».
С 1998 года по 2002 год вёл программы по визуальной культуре в центре «ДОМ».
С 2002 года руководил отделом междисциплинарных программ в Государственном центре современного искусства (ГЦСИ), Москва.
С 1985 года осуществил ряд проектов, посвященных истории российского нонконформизма, в рамках которых было представлено творчество Ильи Кабакова, Эрика Булатова, Владимира Янкилевского, Владимира Немухина, Эдуарда Штейнберга, Михаила Рогинского, Оскара Рабина, Владимира Яковлева, Бориса Михайлова, Михаила Чернышева, Евгения Чубарова и других.
Лауреат специальной премии Инновация за кураторский выставочный проект «Визуальная акустика» (2007), лауреат премии в области культуры Пермского края за проект «Вектор Перми» (2010), номинант премии Инновация 2012 года и премии С. Курехина 2012 года с кураторским проектом фестиваля «Джон Кейдж. Молчаливое присутствие» (2012). Лауреат премии Курехина за «Лучший кураторский проект 2016» — «ДАДА 100» (2017).
В 2012 году избран членом-корреспондентом Российской академии художеств.
Регулярно публиковался в журналах «ДИ» и «Искусство», является автором многочисленных текстов в периодических и научных изданиях, а также автором статей в каталогах к персональным выставкам таких художников, как Яннис Кунеллис, Клод Левек, Джордж Кондо, Питер Хелли, Вик Мюнис, Мирослав Балка, Ансельм Рейле, Вим Дельвуа, Тони Мателли и др.
Скончался 25 октября 2021 года на 83-м году жизни.

## Куратор выставок
- ●     «Наука и искусство» (Дом ученых, Москва, 1978, каталог) ●     «Праздничная культура» (Выставочный зал «На Каширке», Москва, 1985)  ●     «Художник и современность» (Первое творческое объединение московских художников. Выставочный зал «На Каширке», Москва, 1987)  ●     «Геометрия в искусстве» (Выставочный зал «На Каширке», Москва. 1988)  ●     «Лабиринт» (Москва-Варшава-Гамбург, 1989)  ●     «Встреча» (В рамках Игр доброй воли. Университет г. Сиэттла, 1990)  ●     «Диалог» (Центр Бориса Виана, Париж, 1989)  ●     «Философия имени» (ЦСИ на Якиманке, Москва, 1993)  ●     «Обмененные головы» (ЦСИ на Якиманке, Москва, 1994)  ●     «Москва-Таллин» (Дом художника, Таллин, 1995)  ●     «Владимир Набоков. Камера обскура» (Литературный музей, Франкфурт-на-Майне, 1998) каталог  ●     «Илья Кабаков. Полетевший Комаров» (Центр «Дом», Москва, 1998)  ●     «Смерть в Венеции» (Центр «Дом», Москва, 1999)  ●     «Д.А.Пригов. Мой Вагнер» (Центр «Дом», Москва, 1999)  ●     «Москва – столица мировой фотографии» (Колумбийский университет, Нью-Йорк, 2002)  ●     «Ноктюрн для бумаги»  (Центр «Дом», Москва, 2002)  ●     «Кабаков» (Государственный центр современного искусства (ГЦСИ), Москва, 2002)  ●     «Булатов» (ГЦСИ, Москва, 2003)  ●     «Рогинский» (ГЦСИ, Москва, 2005)  ●     «Мир всем! Художник Елена Волкова» (ГТГ, 2005)  ●     «Фотограмма. Проекция. Силуэт» (ГЦСИ, Москва, 2005)  ●     «Caucasus» (ГЦСИ, Москва, 2006)  ●     «Европа+» (ГЦСИ, Москва, 2006)  ●     «Дубль/Ремейк» (ГЦСИ, Москва, 2007)  ●     «Визуальная акустика» (ГЦСИ, Москва, 2007)  ●     «Слово и изображение» (ГЦСИ, Москва, 2007)  ●     «Зачем? Агрессия как деструкция» (Сахаровский центр, Москва, 2008)  ●     «Посредине мироздания» (ГЦСИ, Москва, 2008),  ●     «Бриколлаж», персональная выставка Бориса Михайлова (2008)  ●     «Живопись кино» (ГЦСИ, Москва, 2009)  ●     «Ad Oculos\ Перед глазами» (ГЦСИ, Москва, 2009)  ●     Выставка художников Д. Гаева-Орлова и А. Верещагина «Мир систематизма» (Systematism.org STYDIO, Москва, 2009)  ●     «Радикальная повседневность» (Центр культурного обмена, Вена, 2008, Арт-центр Эгона Шиле. Чешский Крумлов, Чехия, 2009)  ●     «In Between». (Музей искусства Восточной Богемии, Пардубице, 2009)  ●     Гаяне Хачатурян. Павильон Армении, 53 Венецианская биеннале современного искусства (2009)  ●     «Искусство, идущее сквозь время» (Государственная пермская художественная галерея, 2009)  ●     Omnibus rebus / Обо всех вещах. Фестиваль Д.А. Пригова, (ГЦСИ, Москва, 2009)  ●     «То, что мы слышим, то, что смотрит на нас» (Центр искусств города Ангиен-ле-Бэн, Франция, 2010)  ●     «Драматургия текста» (Государственный литературный музей, Москва, 2010)  ●     «Summa summarum: коллажное мышление современной культуры» (ГЦСИ, Москва, 2010)  ●     «Пригов: точка сборки» (ГЦСИ, Москва, 2010)  ●     «Artsound» (AuditoriumArte, Radioartemobile–RAM, Рим, 2011)  ●     «Home video» (Московский музей современного искусства, 2011)  ●     «В поисках утраченного времени: современный русский наив» (Государственный историко-архитектурный, художественный и ландшафтный музей-заповедник «Царицыно», 2011)  ●     «Видеть звук» (ГЦСИ, Москва, 2011)  ●     «Визуальные партитуры» (ГЦСИ, Москва, 2011)  ●     «Бумажное время» (ГЦСИ, Москва, 2011)  ●     «Рисовать все: вещи, понятия, состояния. Сергей Резников» (ГЦСИ, Москва, 2011)  ●     «Традиции фольклора и наива в современной культуре» (Государственный историко-архитектурный, художественный и ландшафтный музей-заповедник «Царицыно», 2012)  ●     «Эксперименты Джона Кейджа и их контекст» (Фонд культуры «Екатерина», 2012)  ●     «Джон Кейдж. Молчаливое присутствие» (совместно с фондом Джона Кейджа, США; ГЦСИ, Москва-Санкт-Петербург, 2012—2013)  ●     «Пикассо и Брак в Дягилевских сезонах» (Государственный центральный театральный музей имени А.А. Бахрушина, 2012)  ●     «Медиадвор» (НИУ «Высшая школа экономики», паблик-арт проект в рамках 5-й Московской биеннале, 2013)  ●     «Шлюзы. Смена полюсов» (в рамках 5-й Московской биеннале и года «Россия-Голландия», Московский планетарий, 2013)  ●     «Рисунки поэтов» (Государственный литературный музей, 2013)  ●     Российская часть в программе Каспийской биеннале 2013 (Центр современного искусства, Баку, 2013)  ●     «Диалог с технологической реальностью» (Самарский художественный музей, 2013)  ●     Фестиваль «Пространство Lucida» (совместно с фестивалем TodaysArt, Голландия, ГЦСИ, Галерея «Беляево», Галерея «На Каширке», Москва, 2014)  ●     Территория ZOO-ART – искусство между животными и человеческим (Московский зоопарк, ГЦСИ, 2014)  ●     «Свобода простых состояний» (Музей органической культуры, Коломна, 2014, каталог)  ●     «Координаты звука» (в рамках Фестиваля современной культуры в Тоди; Radioartmobile, Рим, 2014)  ●     «Русский театральный авангард. 1913—1933» (Музей Виктории и Альберта, Лондон, 2014)  ●     «Тропой языка. Иосиф Бродский. Образы Венеции» (Галерея «Беляево», Москва, 2015)  ●     Искусство быть рядом (ММСИ, 2015)  ●     «Возможность полета» (ГЦСИ, Москва, 2015)  ●     Фестиваль «Видеть звук» (ГЦСИ, Галерея «Беляево», Галерея «На Каширке», Москва, 2015)  ●     Фестиваль «Между звуком, текстом и образом» (Музей А.Н. Скрябина, Москва, 2016)  ●     Фестиваль «ДАДА 100» (ГЦСИ, Москва, 2016)  ●     «Парад 100». Выставка в рамках «Дягилевского фестиваля 2017» (Центр городской культуры, Пермь)  ●     Выставка, посвященная 100-летнему юбилею легендарного балета «Парад» «Дягилевские сезоны. Парад. 1917» (Северо-Кавказский филиал РОСИЗО, Владикавказ, 2017)  ●     Персональная выставка Сергея Катрана «Until the Word Is Gone» (Palazzo Zenobio, Венеция, 2017)  ●      «Диалоги театральной и перформативной культуры» (Северо-Кавказский филиал РОСИЗО, Владикавказ, 2017)  ●      «Художники Союза» к 85-летию Московского Союза художников (Галерея «Беляево», Москва, 2017)  ●     Выставка, приуроченная к юбилейному году Сергея Прокофьева «3D измерения С. Прокофьева» (Музей С.С. Прокофьева в составе ВМОМК им. М.И. Глинки, Москва, 2017)  ●      «Шелковый путь» (РОСИЗО-ГЦСИ, Москва, 2017)  ●      «В начале было слово. К юбилею Льва Рубинштейна» (Музей Москвы, 2017)  ●      «Юрий Любимов. Театр как перформанс. Равновесие звука и образа» (Галерея «КультПроект», Москва, 2017)  ●      «Шукшин. Палитра героя» (Музей Москвы, 2017)  ●      «САКСОН: Полимерный черный квадрат» (Галерея А3, Москва, 2018)  ●      «Прибытие поезда» (Фонд культуры «Екатерина», ГЦСИ, Москва, 2018)  ●      «Fructus temporum / Плод времени» (Ботанический сад МГУ «Аптекарский огород», 2018)  ●     "Художественное произведение как живописный жест". Выставка Аэлиты Лентовской. (Галерея А3, Москва, 2019)  ●     «35 лет группе «Колесо» (Галерея А3, Москва, 2019)  ●     «Космос» (Галерея А3, Москва, 2019)  ●     «Работа» (Галерея А3, Москва, 2019)  ●     "Jumbo Love@Генрих Худяков" (Московский музей современного искусства, 2019, каталог)  ●     «И тени детства схлынут в поцелуях» (Галерея «На Каширке», Москва, 2019, каталог)  ●     "Детство куратора" (Галерея «Беляево», Москва, 2019, каталог)  ●     "Мир детства" (Галерея «Беляево», Москва, совместно с МОСХ, 2019)  ●     "Оглянись в будущее". Международный фестиваль Аланика. (Северо-Кавказский филиал ГМИИ им. А.С.Пушкина, Владикавказ, каталог)  ●     "Одна на всех" к 75-летию Великой Отечественной войны. (Северо-Кавказский филиал ГМИИ им.А.С.Пушкина, Владикавказ, 2020)   ●     "Граждане, любите друг друга!". Дни Д.А.Пригова во Владикавказе. (Северо-Кавказский филиал ГМИИ им.А.С. Пушкина, Владикавказ, 2020)  ●     Персональная выставка Аллы Урбан "Из железа в каплю света" (совместно с Ириной Горловой, ГТГ, 2020-2021, каталог)  ●     #Шар и крест. Выбор коллекционера. Музей декоративного искусства, Москва, совместно с Алиной Федорович, 2021, каталог)  ●      «Кавказская Ривьера. Баталии за Рай». (Экспериментальная Творческая Мастерская ПО РАХ и ТСХР, Сочинский художественный музей, совместно с Натальей Цыгикало, 2021, каталог)  ●     «Кавказская Ривьера. Баталии за Рай». (Музей декоративного искусства, Москва, 2021)  ●     «Темпоральная реальность». (Галерея А3, Москва, 2021, каталог)  ●     «Переписка из двух углов. Коллекция галереи А3», (Галерея А3, Москва, 2021)  ●     «Полёт как мечта». (Государственный центральный театральный музей им.Бахрушина, Москва, 2021, каталог)  ●     «Число как образ». (Галерея А3, Москва, 2021)  ●     "Личное?" Персональная выставка Юлии Цветковой. ЦТИ «Фабрика», Москва, 2021, каталог)  
Открылись после 25 октября 2021 года  ●     «Да» и «Нет» как образы цивилизации». Персональная выставка Александра Добрицына. Галерея 21 века, Москва, 2021)   ●     «За парад отвечаю Я, Вахтангов». К столетию театра имени Евг. Вахтангова. Галерея А3, Москва. 2021 (совместно с ГЦТМ им. Бахрушина)  ●     «Та самая яблоня» (Персональная выставка Елены Утенковой и Михаила Тихонова, (Галерея Беляево, Москва, 2021)  ●     «Знаки на снегу» (Персональная выставка Алисы Масловой и Юлии Картошкиной). (Галерея «На Каширке», Москва, 2021)  ●     «Встреча со священным» (Северо-Кавказский филиал ГМИИ им. А.С.Пушкина, Владикавказ, совместно с Ириной Горловой, 2022)